# فلويد تمبل
فلويد تمبل (بالإنجليزية: Floyd Temple)‏ هو لاعب كرة قاعدة أمريكي، ولد في 3 فبراير 1926 في كوفيفيل في الولايات المتحدة، وتوفي في 29 يونيو 2012 في لورانس في الولايات المتحدة.